# Acanthocreagris balearica
Acanthocreagris balearica es una especie de arácnido del orden Pseudoscorpionida de la familia Neobisiidae.

## Distribución geográfica
Se encuentra en las Islas Baleares (España).